# Nazionale A di rugby a 15 dell'Irlanda
La nazionale A di rugby a 15 dell'Irlanda, inizialmente nota come Irlanda XV e più recentemente Ireland Wolfhounds ed Irlanda Emergenti, è la seconda selezione nazionale maschile di rugby a 15 dell'Irlanda sotto la giurisdizione dell'Irish Rugby Football Union.
Negli anni duemila l'Irlanda A partecipò ad alcuni incontri di categoria, tra nazionali "A", nell'ambito del Sei Nazioni, oltre che, occasionalmente, ad incontri di tour internazionali. Dal 2006 al 2009 essa prese parte a quattro edizioni consecutive della Churchill Cup, piazzandosi seconda nelle prime tre e vincendo l'ultima battendo in finale l'England Saxons col punteggio di 49-22.
Nel gennaio 2010 la seconda selezione nazionale venne ridenominata Ireland Wolfhounds, in riferimento al levriero irlandese (in inglese Irish wolfhound) già sinonimo di rugby in Irlanda per lungo periodo tra il 1956 e il 1987.
Nel 2013, complice la scarsa attività dell'Ireland Wolfhounds, venne formata la selezione Irlanda Emergenti (in inglese Emerging Ireland) per disputare le competizioni minori organizzate annualmente dall'IRB (poi World Rugby), organo di governo del rugby a 15 a livello mondiale: Tbilisi Cup 2013 e 2015 e Nations Cup 2014, aggiudicandosi quest'ultime due edizioni dei tornei.

## Palmarès
- Churchill Cup: 1
2009
- Nations Cup: 1
2014
- Tbilisi Cup: 1
2015